# Réserve naturelle régionale de la grotte de Beaumotte
La réserve naturelle régionale de la grotte de Beaumotte (RNR292) est une réserve naturelle régionale (RNR) située en Bourgogne-Franche-Comté. Classée en 2015, est intégrée au réseau de réserves naturelles régionales "cavités à chiroptères", qui vise la protection des chauves-souris et de leur habitat. 

## Localisation

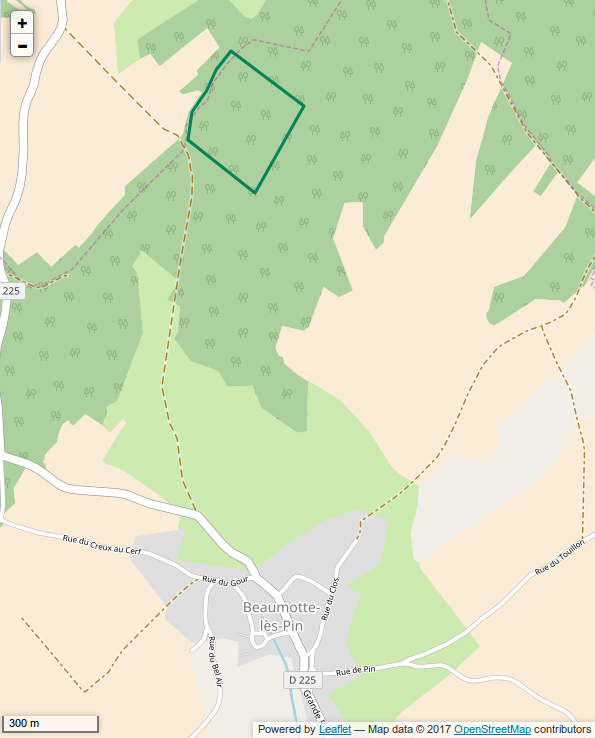
Périmètre de la réserve naturelle.

Le territoire de la réserve naturelle est situé dans le département de la Haute-Saône, sur la commune de Beaumotte-lès-Pin.  Cette réserve se situe en bordure du petit massif calcaire des Monts de Gy, entre les vallées de la Saône et de l’Ognon. Cette réserve naturelle a été créée principalement pour la préservation de la cavité naturelle, expliquant sa surface réduite.

## Histoire du site et de la réserve
La loi "Démocratie de proximité" de 2002 a entraîné le transfert de certaines compétences aux Régions et la caducité de l'agrément Réserve naturelle volontaire. Trois sites d’importance pour les chauves-souris ont ainsi perdu leur statut de protection à cette période.
Aussi, en étroite collaboration avec l'ex-région Franche-Comté, la CPEPESC Franche-Comté a étudié la faisabilité de création d’un réseau de Réserves naturelles régionales pour la protection des chiroptères et de leurs habitats, qui a abouti au classement de 7 réserves en 2015 et 2017.

## Écologie (biodiversité, intérêt écopaysager…)
La grotte s’ouvre au pied d’un modeste cran rocheux, qui encadre l’amont d’une sorte de talweg au fond duquel une source (captée) donne naissance à un ruisseau. La cavité se développe ensuite sur un réseau horizontal de plusieurs dizaines de mètres de galeries naturelles, dans les calcaires et marnes jurassiques du Séquanien.
La réserve naturelle s’inscrit dans un ensemble cohérent de milieux souterrains protégés pour les chauves-souris. La grotte fait notamment partie du réseau des cavités utilisées par le Minioptère de Schreibers, tout au long de son cycle biologique annuel (hibernation, transit, mise-bas).
Onze espèces, ou groupes d’espèces, de chauves-souris fréquentent actuellement cette cavité, avec la prédominance de plusieurs espèces sensibles au niveau franc-comtois. Le Minioptère de Schreibers (Miniopterus schreibersii), dont les effectifs atteignent 400 individus lors des périodes de transit de printemps et d’automne, ainsi que le Grand Rhinolophe (Rhinolophus ferrumequinum) et le Murin à oreilles échancrées (Myotis emarginatus), qui trouvent refuge dans ce site pour l’hibernation, principalement.

## Intérêt touristique et pédagogique
Le milieu souterrain est fragile et toute modification même minime du biotope est à éviter. La fréquentation humaine dans les sites d’hibernation ou d’estivage des chauves-souris est responsable de la mortalité d’individus, ou de leur report vers d’autres sites moins favorables.
En conséquence, l’accès à la grotte est autorisé au public uniquement du 1er juillet au 15 août, après autorisation de la commune de Beaumotte-lès-Pin.

## Administration, plan de gestion, règlement
La CPEPESC Franche-Comté a été désignée gestionnaire de ce réseau par arrêtés du 12 octobre 2015 et 22 décembre 2017.

### Outils et statut juridique
Ce site bénéficie de plusieurs outils au service de la conservation du patrimoine naturel :
- ZNIEFF de type I PELOUSE DES ESSARTS, BOIS ET GROTTE (depuis 2009).

- ZNIEFF de type II LES MONTS DE GY (depuis 2009).

- ZSC Natura 2000 Réseau de cavités à Minioptère de Schreibers (depuis 2015).

- APPB Grotte de Beaumotte (par arrêté n°88 du 21 décembre 2007).

- RNR de la Grotte de Beaumotte (par délibération du Conseil régional n°15CP-346 du 24 septembre 2015).

### Plan de gestion
La législation prévoit qu’une fois que le gestionnaire d’une réserve naturelle est désigné, il élabore un plan de gestion. Ce document comprend un état des lieux du patrimoine naturel, historique et culturel du site, ainsi que les objectifs que le gestionnaire s’assigne en vue de la protection des espaces naturels de la réserve. Une fois rédigé, le projet de plan de gestion est présenté devant le Comité consultatif de gestion et le Conseil scientifique régional du patrimoine naturel (CSRPN) pour avis.
Après une phase de concertation préalable, le gestionnaire a présenté un plan de gestion unique pour l'ensemble des réserves du réseau "cavités à chiroptères". Approuvé à l’unanimité par la commission permanente du Conseil régional de Bourgogne-Franche-Comté le 27 septembre 2019, ce réseau est maintenant doté d’un premier document cadre pour les cinq ans à venir.
L’enjeu principal concerne la préservation de la fonctionnalité de ce réseau de gîtes pour 6 espèces prioritaires : Le Minioptère de Schreibers, le Petit murin, le Rhinolophe euryale, le Grand rhinolophe, le Petit rhinolophe et le Murin à oreille échancrées. Au total, ce sont près de 70 actions qui ont été planifiées pour conserver cet enjeu prioritaire. A travers ces actions, la préservation des habitats forestiers remarquables sera également prise en compte.
Une version simplifiée du plan de gestion a été rédigée pour en faciliter la lecture.

### Cadre réglementaire
De par ses classements en APPB et RNR, ce site est soumis à une réglementation stricte, détaillée dans les arrêté et délibération de classement.